# أمسد (تاديغوست)
أمسد هي إحدى مشيخات المملكة المغربية، تتبع جغرافيا لإقليم الرشيدية وإداريًا لتاديغوست. يقدر عدد سكانها بـ 1268 نسمة حسب الإحصاء الرسمي للسكان والسكنى لسنة 2004.